# Tsunku

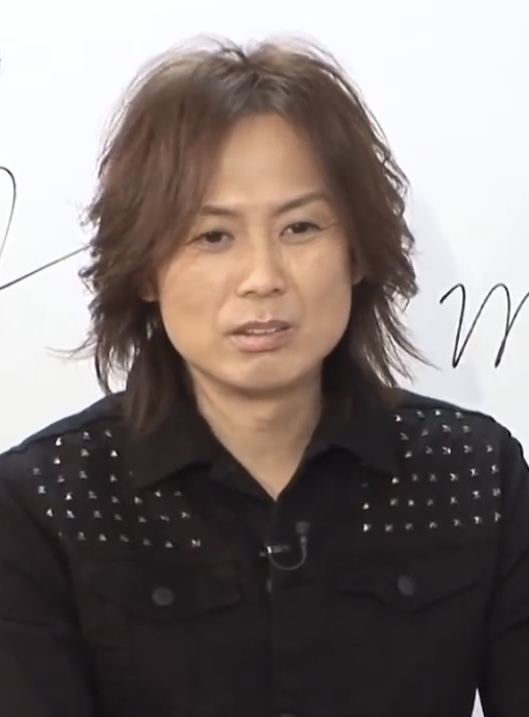
Tsunku, 2013

Mitsuo Terada (jap. 寺田 光男, Terada Mitsuo; * 29. Oktober 1968 in Higashiōsaka, Präfektur Osaka, Japan), bekannter unter dem Namen Tsunku (jap. つんく, oft auch als つんく♂ geschrieben), ist ein japanischer Sänger, Songwriter und Produzent. Berühmt geworden ist er als Leadsänger der Band Sharam Q. Ab Ende der 1990er Jahre wurde er bekannt als Produzent Morning Musumes und des Hello! Projects. 2014 trat er als Produzent zurück, nachdem bei ihm Kehlkopfkrebs festgestellt wurde.

## Musikalische Arbeit
Tsunku begann seine Karriere 1992 als Sänger der Band Sharam Q. Als die Band im Jahre 1997 eine weibliche Leadsängerin suchte, wurde ein Wettbewerb veranstaltet. Die Siegerin Michiyo Heike wurde letztendlich die erste Solistin des Hello! Projects, während fünf der restlichen zehn Finalteilnehmerinnen die Gruppe Morning Musume gründeten.
Im Hello! Project war Tsunkus Rolle bis 2014 unumstritten. Bis auf wenige Ausnahmen schrieb er alle Songs für die Gruppen Morning Musume, Berryz Kobo, °C-ute, S/mileage und Juice=Juice, ebenso für Solisten wie Aya Matsuura und Maki Gotō und ehemalige Gruppen wie v-u-den, Minimoni, außerdem die frühen Songs von Melon Kinenbi. Dabei wurden viele verschiedene Musikrichtungen eingeschlagen: Von ernster bis melancholischer Popmusik und von R&B beeinflussten Liedern in den Anfangsjahren über fröhlichen Idol-Pop bis hin zu kindgerechten Liedern für Minimoni und in jüngster Zeit Elektropop, zwischendrin immer wieder mit Rockpop und Disco-Elementen.
Als musikalische Vorbilder nennt er die Beatles, Queen und Onyanko Club.
Seine Arbeit endet nicht bei Sharam Q und dem Hello! Project. Er hat zum Beispiel die erste #1-Single Ayumi Hamasakis geschrieben und zusammen mit Nintendo an dem Spiel Rhythm Tengoku und seinem Nachfolger, Rhythm Heaven, gearbeitet. Des Weiteren gründete er 2006 seine eigene Plattenfirma, TNX, und 2007 das NICE GIRL Project! als Schwesterorganisation des Hello! Projects.
Den Opfern des Tōhoku-Erdbeben 2011 widmete er den Song Love is here ~Kibou no Hikari~. Tsunku gehört somit zu den vielen japanischen Prominenten, die sich öffentlich für die Erdbebenopfer einsetzen.
Im Anime Gin Tama gibt es den Charakter Tsunpo, welcher Tsunku nachempfunden ist.

## Privatleben
Seit Juni 2006 ist Tsunku mit dem ehemaligen Model Kanako Idemitsu (出光 加奈子; Idemitsu Kanako) verheiratet. Am 30. April brachte sie Zwillinge zur Welt, ein Mädchen und einen Jungen. Im März 2011 folgte eine weitere Tochter.
Tsunku musste seine Karriere als Sänger unterbrechen, da er anhaltende Schmerzen im Rachenraum hatte; zwischenzeitlich konnte er jedoch einige Singles aufnehmen und veröffentlichen. Am 6. März 2014 schrieb er jedoch in einem Blogeintrag, dass bei ihm Krebs an Kehlkopf und Stimmlippen festgestellt wurde. Die Krankheit befinde sich in einem frühen Stadium und er würde sich in Behandlung befinden. Nach einer frühzeitigen Entwarnung und der Nachricht, dass der Krebs besiegt sei, brach er Ende 2014 wieder aus. Als Tsunku Anfang April zur Eröffnungszeremonie seiner alten Universität, der Kinki-Universität, erschien, gab er über einen Textprojektor bekannt, dass seine Stimmbänder entfernt wurden.
Er ist mit AKB48s Produzenten Yasushi Akimoto befreundet.

## Diskografie

### Alben
| Jahr | Titel | Höchstplatzierung, Gesamtwochen, AuszeichnungChartsChartplatzierungen (Jahr, Titel, Platzierungen, Wochen, Auszeichnungen, Anmerkungen) | Anmerkungen                              |
| Jahr | Titel | JP | Anmerkungen                              |
| ---- | --- | --- | ---------------------------------------- |
| 2002 | A Hard Day’s Night | — | Erstveröffentlichung: 6. Dezember 2002   |
| 2004 | Take 1 | JP23 (4 Wo.)JP | Erstveröffentlichung: 18. Februar 2004   |
| 2005 | Type2 (タイプ2) | JP36 (3 Wo.)JP | Erstveröffentlichung: 13. Juli 2005      |
| 2006 | V3~Seishun Cover~ (V3~青春カバー~) | JP49 (2 Wo.)JP | Erstveröffentlichung: 28. Juni 2006      |
| 2007 | Sharam Q ~ Morning Musume ~Tsunku 15 Years in Entertainment Commemoration Album~ (シャ乱Q～モーニング娘。～つんく♂芸能生活15周年記念アルバム～) | — | Erstveröffentlichung: 26. September 2007 |
| 2007 | Tsunku Best Work Collection (つんく♂ベスト作品集)                                                                                               | — | Erstveröffentlichung: 26. September 2007 |

### Singles
| Jahr | Titel Album                           | Höchstplatzierung, Gesamtwochen, AuszeichnungChartsChartplatzierungen (Jahr, Titel, Album, Platzierungen, Wochen, Auszeichnungen, Anmerkungen) | Anmerkungen                              |
| Jahr | Titel Album                           | JP | Anmerkungen                              |
| ---- | ------------------------------------- | --- | ---------------------------------------- |
| 1999 | Love ~Dakiatte~ (Love ~抱き合って~) – | — | Erstveröffentlichung: 28. April 1999     |
| 1999 | Touch Me –                            | JP19 (8 Wo.)JP | Erstveröffentlichung: 3. November 1999   |
| 2002 | Suggoi ne! (すっごいね!) –            | — | Erstveröffentlichung: 27. Februar 2002   |
| 2011 | To You –                              | — | Erstveröffentlichung: 29. Dezember 2011  |
| 2012 | Shoppai ne (しょっぱいね) –           | JP184 (1 Wo.)JP | Erstveröffentlichung: 26. September 2012 |